# Ślesin (gmina)

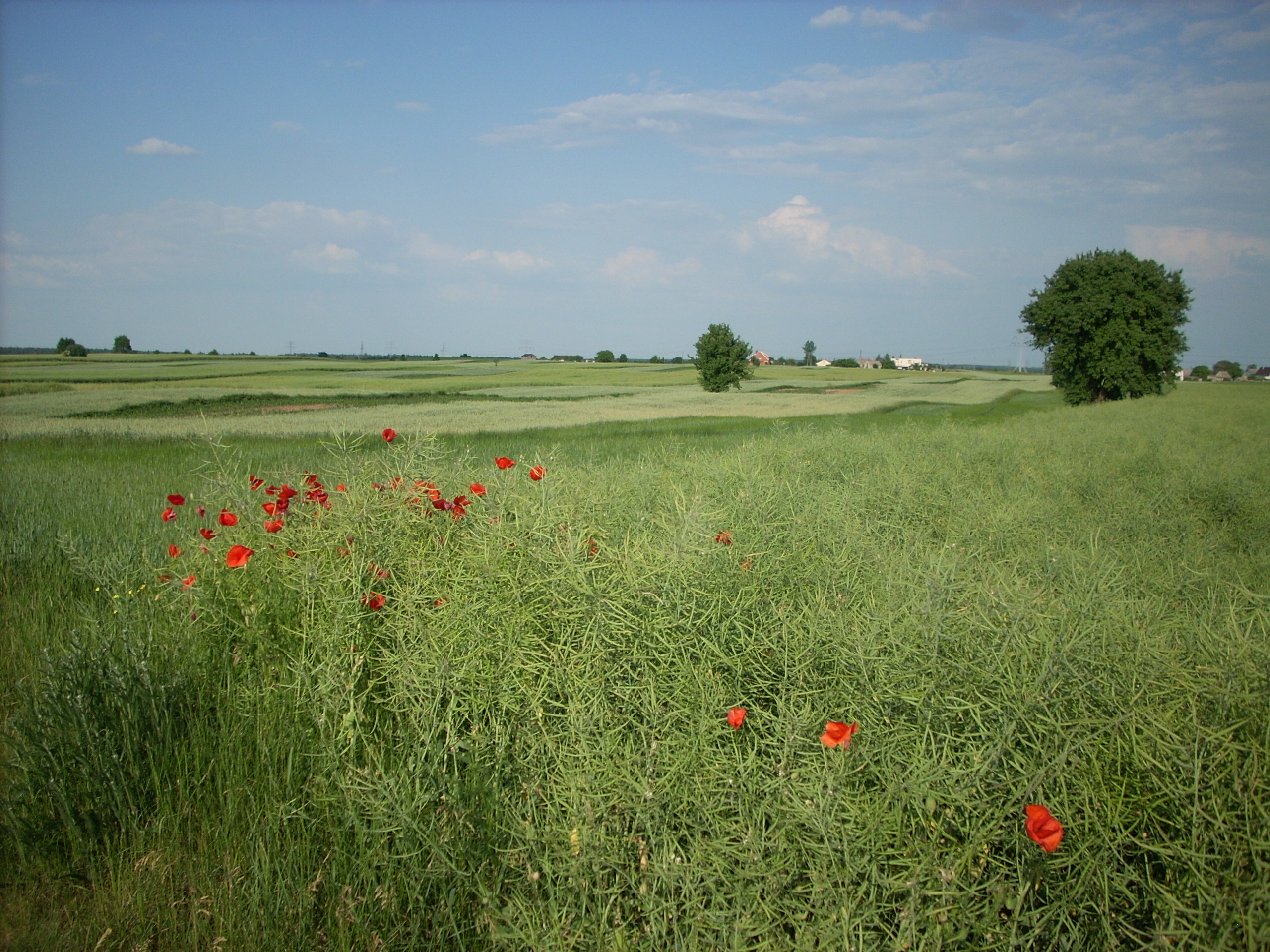
Rolniczy krajobraz gminy Ślesin w pobliżu Półwioska Nowego

Ślesin (do 1954 gmina Sławoszewek + gmina Piotrkowice) – gmina miejsko-wiejska w Polsce położona we wschodniej części województwa wielkopolskiego, w powiecie konińskim. W latach 1975–1998 gmina administracyjnie należała do województwa konińskiego. System przestrzenny gminy obejmuje miasto Ślesin i 67 miejscowości wiejskich. Obszar wiejski podzielony jest administracyjnie na 26 sołectw.
Siedzibą gminy jest miasto Ślesin.
Według danych z 30 czerwca 2004 gminę zamieszkiwały 13 342 osoby.

## Struktura powierzchni
Według danych z roku 2002 gmina Ślesin ma obszar 145,69 km², w tym:
- użytki rolne: 59%
- użytki leśne: 21%

Gmina stanowi 9,23% powierzchni powiatu.

## Demografia

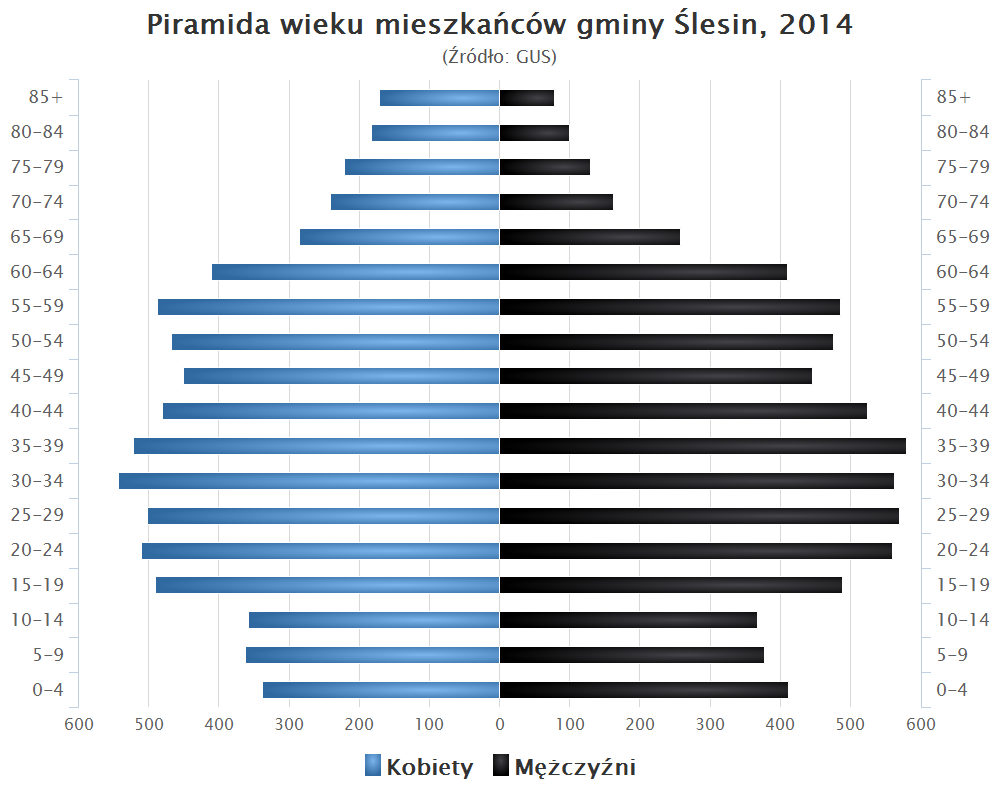
Piramida wieku mieszkańców gminy Ślesin w 2014 roku

Dane z 30 czerwca 2004:
| Opis                              | Ogółem | Ogółem | Kobiety | Kobiety | Mężczyźni | Mężczyźni |
| --------------------------------- | ------ | ------ | ------- | ------- | --------- | --------- |
| Jednostka                         | osób   | %      | osób    | %       | osób      | %         |
| Populacja                         | 13 342 | 100    | 6770    | 50,7    | 6572      | 49,3      |
| Gęstość zaludnienia [mieszk./km²] | 91,6   | 91,6   | 46,5    | 46,5    | 45,1      | 45,1      |

## Oświata
- Szkoła Podstawowa im. Adama Mickiewicza w Szyszyńskich Holendrach,
- Szkoła Podstawowa w Ignacewie,
- Szkoła Podstawowa w Piotrkowicach,
- Szkoła Podstawowa w Ślesinie,
- Szkoła Podstawowa im. mjr. H. Sucharskiego w Licheniu Starym,
- Szkoła Podstawowa w Ostrowążu,
- Szkoła Podstawowa w Pogoni Gosławickiej,
- Szkoła Podstawowa w Wąsoszach[4]

## Ochotnicza Straż Pożarna
- OSP Ślesin[5],
- OSP Ostrowąż,
- OSP Szyszyńskie Holendry,
- OSP Piotrkowice,
- OSP Wąsosze,
- OSP Mikorzyn,
- OSP Honoratka,
- OSP Niedźwiady,
- OSP Ignacewo,
- OSP Głębockie,
- OSP Półwiosek Stary,
- OSP Kijowiec,
- OSP Szyszyn[6]

## Koło Gospodyń Wiejskich
- Koło Gospodyń Wiejskich w Licheniu Starym,
- Koło Gospodyń Wiejskich w Kijowcu,
- Koło Gospodyń Wiejskich "Odnowa" w Półwiosku Starym,
- Koło Gospodyń Wiejskich w Honoratce,
- Stowarzyszenie Na Rzecz Rozwoju Półwioska Lubstowskiego,
- Koło Gospodyń Wiejskich w Szyszyńskich Holendrach[7]

## Sołectwa
Biskupie, Bylew, Głębockie, Goranin, Honoratka, Ignacewo, Julia, Kępa, Kijowiec, Kolebki, Leśnictwo, Licheń Stary, Lubomyśle, Marianowo, Mikorzyn, Niedźwiady Duże, Ostrowąż, Piotrkowice, Pogoń Gosławicka, Półwiosek Lubstowski, Półwiosek Stary, Różnowa, Szyszyn, Szyszyńskie Holendry, Wąsosze, Wygoda.

## Pozostałe miejscowości
Biele, Biskupie Sarnowskie, Bylew-Parcele, Chmielnik, Dąbrowa Duża, Dąbrowa Mała, Florentynowo, Głębockie Drugie, Głębockie-Witalisów, Goraninek, Holendry Wąsowskie, Władysławów, Kijowiec-Szyszynek, Ściany, Kijowskie Nowiny, Frąsin, Ługi, Kolonia Sarnowa, Konstantynowo, Konstantynówek, Lizawy, Niedźwiady Małe, Giętkowo, Ostrowąż-Kolonia, Ostrowy, Pogoń-Leśniczówka, Pogoń Lubstowska, Pogorzele, Półwiosek Nowy, Rębowo, Różopole, Sarnowa, Sławęcin, Sławęcinek, Smolniki Polskie, Smolniki, Stanisławowo, Pole B, Teodorowo, Szyszynek, Tokary, Wierzelin, Wygoda, Żółwieniec.
Zniesiona miejscowość: Nowy Licheń.

## Sąsiednie gminy
Kazimierz Biskupi, Kleczew, Konin, Kramsk, Skulsk, Sompolno, Wierzbinek, Wilczyn